# Jens Mahlstedt
Jens Mahlstedt (Bremen, 1964) is een Duits trance-producer, dj en radiopresentator. Zijn bekendste plaat is het nummer Loops & Tings, dat in 1994 een hit werd. 

## Biografie
Mahlstedt begon als dj in 1987 in de club Beehive in West-Berlijn. De jaren daarna was hij actief in clubs in Hamburg en Bremen. In 1992 ontmoette hij bij de Loveparade Gerret Frerichs (Humate). Hij wilde samen met Jens een plaat opnemen. Dit werd de Glomb EP (1993). Deze groeide uit tot een groot succes mede door het nummer Loops & Tings dat een jaar later de hitlijsten zou bereiken. Ook in 1998 en 2004 werd het nummer opnieuw een hit door remixes van Marco V en Rank 1. In deze jaren werkte Jens ook voor een Berlijns radiostation. 
In 1995 verliet hij Duitsland om zich in Londen te vestigen om daar in clubs te draaien. Ook maakte hij soundtracks voor toneelstukken als Hamlet en Clockwork Orange. Ook produceerde hij enkele tracks met Thomas Schumacher en opnieuw met Gerret Frerichs. Met de Britse producer Steve Mason begon hij het project 2 Bald men. In 1998 verscheen zijn tot nog toe enige album. Monkey Island was een dubbelalbum waarop Katherine Elvin de zang op zich nam op enkele tracks. 
Na 2004 werd het rustig qua producties. Jens stak de meeste tijd in het maken van soundtracks voor onder andere de hogeschool van Hannover en de Landstag van Nedersaksen. Een uitzondering was het nummer Kinky met André Winter. In 2014 blies Mahlstedt opnieuw leven in zijn producersloopbaan met enkele singles onder de naam Sucker Punch samen met Sean Patrick.

### Hitnoteringen
| Single met eventuele hitnotering(en) in de Nederlandse Top 40 | Datum van verschijnen | Datum van binnenkomst | Hoogste positie | Aantal weken | Opmerkingen                                  |
| ------------------------------------------------------------- | --------------------- | --------------------- | --------------- | ------------ | -------------------------------------------- |
| Loops & tings                                                 | 1994                  | 29-08-1994            | 23              | 6            |                                              |
| Loops & tings '98                                             | 1998                  | 31-10-1998            | tip2            | -            | remix door Rank 1 / Dancesmash op Radio 538  |
| Loops & tings (Relooped)                                      | 2004                  | 03-04-2004            | 37              | 2            | remix door Marco V / Dancesmash op Radio 538 |

- Gemeinsame Normdatei: 134953754
- International Standard Name Identifier: 0000 0000 5725 7369
- Library of Congress Control Number: no2010169816
- MusicBrainz: 46050b13-f47d-4173-9a15-d106ea37b386
- Virtual International Authority File: 79876152